# Fuirena bidgoodiae
Fuirena bidgoodiae är en halvgräsart som beskrevs av Hoenselaar och A. Muthama Muasya. Fuirena bidgoodiae ingår i släktet Fuirena och familjen halvgräs. Inga underarter finns listade i Catalogue of Life.